# Ana de San Jerónimo
Sor Ana de San Jerónimo , el nombre como religiosa de Ana Verdugo y Castilla (1696-1771), fue una poetisa española, nacida en Madrid, cuya obra puede inscribirse en el Bajo Barroco. Vivió toda su vida en Granada.

## Biografía
Fue hija de Pedro Verdugo de Albornoz Ursúa , I conde de Torrepalma, y de su esposa Isabel María de Castilla, y hermana del II conde, Alonso Verdugo, también poeta, destacado promotor de la Academia del Trípode. Su padre dio a Ana una esmerada educación, que incluía el conocimiento de las lenguas y literaturas griega, latina, italiana y castellana. Ana manifestó, en consecuencia, una temprana afición a la poesía. De forma inesperada, en 1729 profesó en el convento de las Carmelitas Descalzas de Granada, donde llegó a ser priora, con lo que contrariaba la voluntad paterna, quien la había formado para la vida social.
Fue autora de un folleto piadoso titulado Afectos de un alma religiosa. A una imagen de Jesús Niño llevando la cruz al hombro . Escribió también numerosos poemas, tanto antes como después de entrar en religión, aunque muchas de ellas están hoy perdidas. Dio a la prensa, sin embargo, unas Obras poéticas  editadas póstumamente en Córdoba, en 1773, gracias al tesón de un admirador que valoraba en ella «su ejemplar virtud y el elevado numen poético, que fue sin duda la heroína de su sexo y de su siglo». Cabe destacar del volumen citado una égloga El amor sencillo, en la que Ana llora la muerte de su padre a la vez que inmortaliza sus virtudes cristianas, políticas y su erudición.